# 6-Stunden-Rennen von Mosport 1981

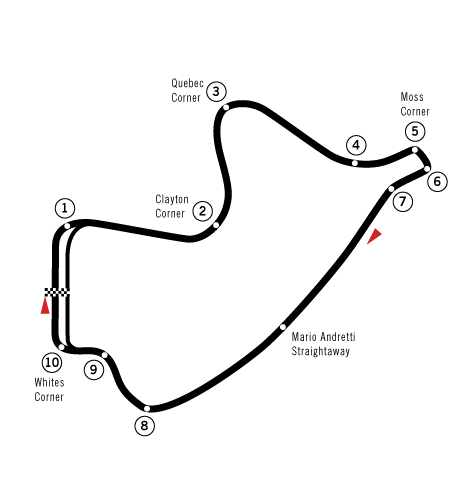
Streckenführung des Mosport International Raceway

Das 6-Stunden-Rennen von Mosport 1981, auch Molson 1000 (6 Hours of IMSA Camel GT and World Endurance Drivers' Championships), Mosport, fand am 16. August  am  Mosport International Raceway statt und war der 13. Wertungslauf der Sportwagen-Weltmeisterschaft dieses Jahres. Das Rennen war auch der 17. Lauf der IMSA-GTP-Serie und wurde als Molson 1000 ausgetragen.

## Das Rennen
Das 6-Stunden-Rennen von Mosport war 1981 der einzige Wertungslauf der Sportwagen-Weltmeisterschaft der in Kanada stattfand. Das Rennen zählte nur zur Fahrerwertung und endete mit dem Sieg von Rolf Stommelen und Harald Grohs auf einem Porsche 935M16.

## Ergebnisse

### Schlussklassement
| 1               | GTX | 3   | Anidal Meister Racing                | Rolf Stommelen Harald Grohs                   | Porsche 935M16          | 229 |
| 2               | GTX | 7   | Cooke Woods Racing                   | Brian Redman Eppie Wietzes                    | Lola T600               | 229 |
| 3               | GTX | 0   | Interscope IMSA Racing               | Ted Field Bill Whittington                    | Porsche 935K3/80        | 222 |
| 4               | GTX | 09  | Preston Henn                         | Preston Henn Edgar Dören                      | Porsche 935K3           | 219 |
| 5               | GTO | 25  | Red Lobster Racing                   | Kenper Miller Dave Cowart                     | BMW M1                  | 218 |
| 6               | GTX | 1   | John Fitzpatrick Racing              | John Fitzpatrick Jim Busby                    | Porsche 935K3/80        | 217 |
| 7               | GTX | 46  | Mauricio de Narváez                  | Mauricio de Narváez Bob Garretson             | Porsche 935J            | 215 |
| 8               | GTO | 54  | Montura Racing                       | Tony Garcia Albert Naon Hiram Cruz            | BMW M1                  | 210 |
| 9               | GTU | 92  | Kent Racing                          | Walt Bohren Lee Mueller                       | Mazda RX-7              | 209 |
| 10              | GTX | 84  | Scorpio Racing                       | Enrique Molins Eduardo Galdamez               | Porsche 935M16          | 206 |
| 11              | GTU | 23  | Raytown Datsun Don Preston           | Dick Davenport Frank Carney                   | Datsun 280ZX            | 206 |
| 12              | GTX | 5   | Bob Akin Racing                      | Skeeter McKitterick Bob Akin                  | Porsche 935K3/80        | 205 |
| 13              | GTO | 79  | Whitehall Capital Promotions Limited | Tom Winters Bob Bergstrom                     | Porsche 924 Carrera GTR | 203 |
| 14              | GTO | 07  | Heimrath Racing                      | Ludwig Heimrath senior Ludwig Heimrath junior | Porsche 924 Carrera GTR | 186 |
| 15              | GTX | 17  | Pepe Romero                          | Pepe Romero Diego Felbes                      | Porsche 935M16          | 185 |
| 16              | GTU | 27  | Alps Restoration                     | Peter Aschenbrenner Peter Tescher             | Porsche 914/6           | 182 |
| 17              | GTO | 42  | Peter Bulkowski                      | Peter Bulkowski Luc Berhar                    | Triumph TR8             | 182 |
| 18              | GTO | 40  | David Deacon Racing                  | David Deacon Mike Freberg                     | BMW M1                  | 168 |
| 20              | GTU | 88  | Russell Porsche                      | Jan Kjoller Jay Kjoller                       | Porsche Carrera         | 123 |
| Ausgefallen     |     |     |                                      |                                               |                         |     |
| 21              | GTX | 2   | BMW Motorsport                       | David Hobbs Hans-Joachim Stuck                | BMW M1                  | 192 |
| 22              | GTO | 53  | Fritz Hochreuter                     | Rudy Bartling Fritz Hochreuter Norm Ridgley   | Porsche Carrera         | 170 |
| 23              | GTO | 91  | Electrodyne Racing                   | Derek Bell Chester Vincentz                   | Porsche 934             | 145 |
| 24              | GTU | 21  | Stephen Lax Racing                   | Stephen Lax Herman Landsberg Peter Moennick   | Porsche 911             | 141 |
| 25              | GTU | 85  | Logan Blackburn Columbus Racing      | Logan Blackburn David Frellsen                | Datsun 280ZX            | 122 |
| 26              | GTX | 30  | Momo Penthouse                       | Giampiero Moretti Bobby Rahal                 | Porsche 935/78-81       | 105 |
| 27              | GTX | 88  | Maurice Carter Racing                | Maurice Carter Bill Adam                      | Chevrolet Camaro        | 105 |
| 28              | GTU | 22  | Personalized Autohaus                | Wayne Baker Robert Overby                     | Porsche 914/4           | 95  |
| 29              | GTX | 19  | Chris Cord Racing                    | Chris Cord Jim Adams                          | Lola T600               | 56  |
| 30              | GTX | 18  | JLP Racing                           | John Paul junior John Paul senior             | Porsche 935JLP-3        | 41  |
| 31              | GTO | 39  | Z & W Enterprises                    | Fred Stiff Pierre Honegger Sam Posey          | Mazda RX-7              | 34  |
| 32              | GTX | 74  | Janis Taylor                         | Del Russo Taylor Janis Taylor                 | Chevron GTP             | 4   |
| 33              | GTU | 73  | Hi-Fi-Express                        | Rick Bye Uli Bieri                            | Porsche 911             | 1   |
| Nicht gestartet |     |     |                                      |                                               |                         |     |
| 34              | GTX | 00  | Interscope IMSA Racing               | Ted Field Bill Whittington                    | Porsche 935K3/80        | 1   |
| 35              | GTO | 04  | T & R Racing                         | Rene Rodríguez Ernesto Soto                   | Porsche Carrera RSR     | 2   |
| 36              | GTO | 10  | Clay Young                           | Clay Young                                    | Pontiac Grand Am        | 3   |
| 37              | GTO | 33  | Rainer Brezinka                      | Rainer Brezinka Gary Hirsch                   | Porsche Carrera         | 4   |
| 38              | GTX | 86  | Bayside Disposal Racing              | Hurley Haywood Bruce Leven                    | Porsche 935/80          | 5   |
| 39              | GTX | 00T | Interscope IMSA Racing               | Ted Field Bill Whittington                    | Lola T600               | 6   |

1 Ersatzwagen
2 Motorschaden im Training
3 nicht gestartet
4 nicht gestartet
5 Unfall im Training
6 nur im Training eingesetzt

### Nur in der Meldeliste
Hier finden sich Teams, Fahrer und Fahrzeuge, die ursprünglich für das Rennen gemeldet waren, aber aus den unterschiedlichsten Gründen daran nicht teilnahmen.
| Pos. | Klasse | Nr. | Team                 | Fahrer                         | Chassis                 |
| ---- | ------ | --- | -------------------- | ------------------------------ | ----------------------- |
| 40   | GTX    | 2   | BMW Motorsport       | David Hobbs Hans-Joachim Stuck | BMW M-1/C               |
| 41   | GTX    | 8   | JLP Racing           | John Paul John Paul junior     | Porsche 935 JLP-2       |
| 42   | GTX    | 8   | JLP Racing           | John Paul John Paul junior     | Lola T600               |
| 43   | GTO    | 28  | NTS Racing           | Fred Stiff Sam Posey           | Datsun 280ZX            |
| 44   | GTO    | 34  | Drolsom Racing       | George Drolsom Bill Johnson    | Porsche 924 Carrera GTR |
| 45   | GTX    | 44  | Stratagraph          | Billy Hagan Bob Mitchell       | Chevrolet Camaro        |
| 46   | GTO    | 50  | Peerless Racing Ent. | Craig Carter                   | Chevrolet Camaro        |
| 47   | GTU    | 82  | Trinity Racing       | Jim Cook John Casey            | Mazda RX-7              |

### Klassensieger
| Klasse | Fahrer         | Fahrer       | Fahrzeug       | Platzierung im Gesamtklassement |
| ------ | -------------- | ------------ | -------------- | ------------------------------- |
| GTX    | Rolf Stommelen | Harald Grohs | Porsche 935M16 | Gesamtsieg                      |
| GTO    | Kenper Miller  | Dave Cowart  | BMW M1         | Rang 5                          |
| GTU    | Walt Bohren    | Lee Mueller  | Mazda RX-7     | Rang 9                          |

### Renndaten
- Gemeldet: 47
- Gestartet: 33
- Gewertet: 20
- Rennklassen: 3
- Zuschauer: unbekannt
- Wetter am Renntag: kalt und trocken
- Streckenlänge: 3,957 km
- Fahrzeit des Siegerteams: 6:00:43,972 Stunden
- Gesamtrunden des Siegerteams: 229
- Gesamtdistanz des Siegerteams: 906,239 km
- Siegerschnitt: 150,733 km/h
- Pole Position: Rolf Stommelen – Porsche 936M16 (#3) – 1.18.956 – 180,436 km/h
- Schnellste Rennrunde: Bill Whittington – Porsche 935K3/80 (#0) – 1.20.657 – 176,632 km/h
- Rennserie: 13. Lauf zur Sportwagen-Weltmeisterschaft 1981
- Rennserie: 17. Lauf zur IMSA-GTP-Serie 1981